# Goniobranchus gleniei
Espèce
Goniobranchus gleniei est une espèce de nudibranches de la famille des Chromodorididae.

## Distribution
Cette espèce se rencontre dans la zone tropicale de l'océan Indien, des côtes orientales de l'Afrique au Sri Lanka.

## Habitat
Son habitat est la zone récifale externe sur les sommets ou sur les pentes jusqu'à la zone des 30 m de profondeur.

## Description
Cette espèce peut mesurer plus de 5 cm.
Le corps de cet animal peut être décrit en deux parties distinctes, le pied et le manteau.
Le pied est étiré et quasiment recouvert par les bords du large manteau, il est de teinte blanc-crème légèrement nacrée.
La livrée du manteau se compose d'une zone centrale englobant les rhinophores et le bouquet branchial, ses bords sont festonnés et surlignés d'un trait continu dans les tons noirs à pourpre. L'intérieur de cette zone centrale est brun-orange, des motifs noirs à pourpres dont la taille et la densité varie d'un individu à l'autre dessinent une sorte de motif camouflé.
La bordure extérieure du manteau est de la même couleur que le pied soit en général blanc-crème légèrement nacrée.
Les rhinophores lamellés sont contractiles leur base est blanche et leur partie apicale est d'aspect doré. Le bouquet branchial est de teinte identique aux rhinophores sauf qu'ils sont rétractiles.
L’extrême bord de la jupe du manteau peut aussi comporter un fin trait pourpre.
Lorsque l'animal se déplace, il active les bords de la jupe de son manteau en un mouvement ondulé.

## Éthologie
Ce nudibranche est benthique et diurne, se déplace à vue sans crainte d'être pris pour une proie de par la présence de glandes défensives réparties dans les tissus du corps.

## Alimentation
Goniobranchus gleniei se nourrit principalement, d'après les observations actuelles, d'éponges.

## Systématique
Le nom valide complet (avec auteur) de ce taxon est Goniobranchus gleniei (Kelaart, 1858).
L'espèce Goniobranchus gleniei a été décrite pour la première fois en 1858 par le naturaliste sri-lankais Edward Frederick Kelaart (1819-1860) sous le protonyme Doris gleniei,.
Goniobranchus gleniei a pour synonymes :
- Chromodoris gleniei (Kelaart, 1858)
- Doris gleniei Kelaart, 1858

## Étymologie
Son épithète spécifique, gleniei, lui a été donnée en l'honneur du révérend Owen Glenie, aumônier colonial de Trinquemalay et ami de l'auteur avec lequel il a souvent partagé les activités zoologiques.

## Publication originale
- (en) E. F. Kelaart, « Description of New and Little known Species of Ceylon Nudibranchiate Molluscs, and Zoophytes », Journal of the Ceylon Branch of the Royal Asiatic Society, vol. 3, no 9,‎ mai 1858, p. 84-139 (OCLC 1695542, lire en ligne).